# 3a(or 20b)-hidroksisteroid dehidrogenaza
3a(or 20b)-hidroksisteroid dehidrogenaza (EC 1.1.1.53, kortizon reduktaza, (R)-20-hidroksisteroid dehidrogenaza, dehidrogenaza, 20beta-hidroksi steroid, Delta4-3-ketosteroid hidrogenaza, 20beta-hidroksisteroid dehidrogenaza, 3alfa,20beta-hidroksisteroid:NAD+-oksidoreduktaza, NADH-20beta-hidroksisteroid dehidrogenaza, 20beta-HSD) je enzim sa sistematskim imenom 3alfa(or 20beta)-hidroksisteroid:+ oksidoreduktaza. Ovaj enzim katalizuje sledeću hemijsku reakciju
androstaN-3alfa,17beta-diol + NAD+ {\displaystyle \rightleftharpoons } 17beta-hidroksiandrostaN-3-on + NADH + H+
3alfa-hidroksi grupa ili 20beta-hidroksi grupa pregnana i androstanskih steroida mogu da deluju kao donori.

## Literatura
- Nicholas C. Price; Lewis Stevens (1999). Fundamentals of Enzymology: The Cell and Molecular Biology of Catalytic Proteins (Third изд.). USA: Oxford University Press. ISBN 019850229X.
- Eric J. Toone (2006). Advances in Enzymology and Related Areas of Molecular Biology, Protein Evolution (Volume 75 изд.). Wiley-Interscience. ISBN 0471205036.
- Branden C; Tooze J. Introduction to Protein Structure. New York, NY: Garland Publishing. ISBN 0-8153-2305-0.
- Irwin H. Segel. Enzyme Kinetics: Behavior and Analysis of Rapid Equilibrium and Steady-State Enzyme Systems (Book 44 изд.). Wiley Classics Library. ISBN 0471303097.

## Spoljašnje veze
- 3alpha(or+20beta)-hydroxysteroid+dehydrogenase на 